# 르 그랑 주르날
르 그랑 주르날(Le Grand Journal)은 평일 저녁 7시 10분~8시 20분 카날 플뤼스에서 방송하는 정보·토크쇼 방송 프로그램이다. 2004년 8월 30일 처음 선보여졌으며 미셀 데니소트가 제작과 진행을 맡았다. 2013년부터는 안토인 드 콘느가 진행을 맡게 되었다. 프로그램은 뉴스, 토크, 날씨와 예능 부문을 다룬다. 2017년 기준 시즌 13회까지 나왔다. 2017년 2월 13일의 방송을 마지막으로 쇼는 끝맺혔다.